# Atletico Palermo Calcio a 5
L'Associazione Sportiva Atletico Calcio a 5, nota come Atletico Palermo per localizzare geograficamente la squadra sugli organi di stampa, è stata una società italiana di calcio a 5 con sede a Palermo.

## Storia
Fondata nel 1989 come Atletico Calcio a 5 dall'avvocato Salvatore Matta, già presidente dell'Unione Sportiva Città di Palermo, conosce una rapida scalata delle categorie, raggiungendo dopo cinque anni la Serie A. Il primo campionato di Serie A termina con la società sedicesima e retrocessa. Nel 2003-04, tornata in serie A, centra la salvezza, accedendo ai play-off scudetto. La stagione successiva (2004-05) si classifica terzultima e retrocede in A2.
Nel 2005-06 si classifica tredicesima nel girone B di Serie A2, retrocedendo nella Serie B regionale. Nell'estate del 2006 la dirigenza si unisce a quella del Palermo Futsal dando vita all'Associazione Sportiva Palermo Calcio a 5', nuovamente iscritta al campionato di serie A2 2006-07 in virtù del titolo sportivo della società biancoblu.

## Cronistoria
| Cronistoria dell'Atletico C5 |
| --- |
| - 1989 · Fondazione dell'Atletico C5. - 1989-90 · ? - 1990-94 · ? - 1994-95 · 1ª nel girone D di Serie B. Promossa in Serie A. - 1995-96 · 16ª in Serie A. Retrocessa in Serie B. - 1996-97 · ? nel girone ? di Serie B - 1997-98 · 2ª nel girone D di Serie B. Ammessa in Serie A2. Sedicesimi di finale di Coppa Italia. - 1998-99 · 4º nel girone B di Serie A2. Sedicesimi di finale di Coppa Italia. - 1999-00 · 8ª nel girone B di Serie A2. Ottavi di finale di Coppa Italia di Serie A2. - 2000-01 · 7ª nel girone B di Serie A2. 1ª fase di Coppa Italia di Serie A2. - 2001-02 · 9ª nel girone B di Serie A2. - 2002-03 · 1ª nel girone B di Serie A2. Promossa in Serie A. Semifinalista di Coppa Italia di Serie A2. - 2003-04 · 10ª in Serie A. 1º turno play-off scudetto. - 2004-05 · 13ª in Serie A. Retrocessa in Serie A2. - 2005-06 · 13ª nel girone B di Serie A2. Retrocessa in Serie B. - 2006 · Fusione con il Palermo Futsal. |